# 시스테마 페리메트르
시스테마 페리메트르(러시아어: Система «Периметр» 시스떼마 페리메뜨르[*])은 냉전 시대에 소련이 구축한 자동 또는 반자동 핵무기 통제 시스템이다. 죽음의 손 기계(Dead Hand) 또는 데드 핸드라는 별명이 있다.
이 시스템은 소련 해체 후에도 러시아 연방에서 계속 사용되고 있다. 페일 데들리 및 상호확증파괴 억제의 한 예로서, 지휘 요소가 완전히 파괴된 상태에서도 지진, 빛, 방사능, 압력 센서로 핵 공격이 감지되면 러시아 대륙간 탄도 미사일 (ICBM)의 발사를 개시할 수 있으며, 총참모부, 전략 미사일군 관리부에서 사전 입력된 최고 권한 명령을 지휘소 및 개별 사일로로 보낸다. 대부분의 설명에 따르면, 이 시스템은 평상시에는 꺼져 있다가 위기 상황에서 활성화되도록 되어 있다. 하지만, 2009년 기준 현재는 완전히 작동하며 필요할 때 그 목적을 수행할 수 있다고 알려져 있다. 이 시스템이 일단 국가 지도부에 의해 활성화되면 미사일을 완전히 자동으로 발사하는지 아니면 여전히 인간의 승인 과정이 필요한지에 대해서는 설명이 다르며, 최신 정보는 후자를 시사한다.

## 시스템 개념
페리메트르는 핵무기로 무장한 모든 부대를 위한 대체 시스템으로 등장했다. 이는 카즈벡 지휘 시스템의 핵심 구성 요소와 전략 미사일군과의 연결이 선제적 참수 공격으로 파괴될 경우를 대비한 백업 통신 시스템으로 의도되었다.
기능성을 보장하기 위해 이 시스템은 대부분 자동으로 설계되었으며, 전면 공격 발생 시 인간의 개입 없이(또는 최소한의 개입으로) 적절한 보복 공격을 스스로 결정하는 능력을 갖추고 있다.
이 시스템의 개발자 중 한 명인 블라디미르 야리니치에 따르면, 이 시스템은 또한 국가 지도부가 검증되지 않은 정보에 기반한 성급한 결정을 내리는 것에 대한 완충 역할을 했다. 핵 공격 경고를 받으면 지도자는 시스템을 활성화하고 추가 상황 전개를 기다릴 수 있었는데, 이는 공격에 대한 대응을 지휘할 권한이 있는 모든 핵심 인력이 파괴되더라도 보복 공격을 막을 수 없다는 사실에 의해 보장되었다. 따라서 이 시스템의 사용은 이론적으로 오경보로 인한 보복 가능성을 줄일 수 있었다.

## 동기
동명의 책에 묘사된 데드 핸드 시스템의 목적은 소련 지도부의 파괴가 소련군의 무기 발사를 막지 못하도록 보장함으로써 제2격 능력을 유지하는 것이었다.
이 문제에 대한 소련의 우려는 1980년대 미국의 고정밀 잠수함 발사 탄도 미사일 (SLBM) 시스템 개발로 커졌다. 그전까지 미국은 대부분의 핵무기를 장거리 폭격기나 ICBM으로 운반했다. 1960년대 빈티지 UGM-27 폴라리스와 1970년대 빈티지 UGM-73 포세이돈과 같은 초기 미국의 잠수함 발사 미사일은 상대방의 무기에 대한 공격인 대응 타격이나 선제 공격에 너무 부정확하다고 여겨졌다. SLBM은 정확성이 덜 중요한 도시 공격에 사용되었다. 전자의 경우, 효과적인 레이더 및 위성 감시를 갖춘 상대방은 첫 폭발 전에 30분의 공격 경고를 예상할 수 있었다. 이는 상대방이 지상에서 병력이 파괴될 위험을 줄이기 위해 경보 즉시 발사할 시간이 있었기 때문에 효과적인 선제 공격을 어렵게 만들었다. 트라이던트 C4 및 이후 D5와 같은 고정밀 SLBM의 개발은 이러한 균형을 깨뜨렸다. 트라이던트 D5는 모든 육상 기반 ICBM만큼 정확하다고 여겨진다. 따라서 미국 또는 영국 트라이던트 잠수함 시스템은 은밀하게 적의 해안에 접근하여 고정밀 탄두를 근거리에서 발사하여 경고 시간을 3분 미만으로 줄여 대항군 선제 공격 또는 참수 공격을 가능하게 했다.
소련은 기습 공격으로 지도부가 파괴되더라도 핵 보복, 즉 억지력이 가능하도록 조치를 취했다. 반대로 톰슨은 페리메트르의 기능이 SLBM/순항 미사일 발사와 충돌 사이의 짧은 의사 결정 창에서 정치적 또는 군사적 지도부의 오판 행위를 제한하는 것이라고 주장한다. 그는 젤레즈냐코프의 말을 인용하여 페리메트르의 목적이 "이 모든 성급한 자들과 극단주의자들을 진정시키는 것이었다. 무슨 일이 일어나든 보복은 있을 것이다"라고 말했다.

## 작동 원리
시스템이 활성화되고 핵전쟁이 발생했다고 판단하면, 시스템은 특수 15B99 탄두가 장착된 15P011 지휘 미사일을 발사한다. 이 탄두는 비행 중 핵 폭발과 활성 ECM의 임피던스 하에서 RVSN의 모든 사일로와 모든 지휘 센터에 적절한 수신기를 통해 명령을 전달한다. 지휘 미사일 시스템은 미국 비상 로켓 통신 시스템과 유사하다.

## 구성 요소

### 지휘 로켓
이것은 전체 시스템에서 유일하게 잘 알려진 요소이다. 이 복합체에는 KB 유즈노예가 개발한 인덱스 15A11을 가진 15P011 로켓이 있다. 이 로켓은 15A16 (또는 MR UR-100U) 로켓을 기반으로 한다. LPI 설계국이 설계한 15B99 지휘 무선 탄두는 비행 중 핵 폭발 및 활성 ECM의 임피던스 하에서 중앙 지휘소에서 모든 미사일 발사 단지로 발사 명령을 전송할 수 있도록 보장한다. 기술적인 작동은 15A16 기본 로켓의 작동과 완전히 동일하다. 15P716 발사대는 미사일 발사 시설 유형의 샤프트형 자동 수동 시스템으로, 가장 가능성 있는 것은 OS-84로 코딩된 업그레이드된 시설이지만, 로켓을 다른 유형의 사일로에 배치할 가능성도 배제하지 않는다. 개발은 1974년 국방부의 명령으로 시작되었다. 비행 시험은 1979년부터 1986년까지 NIIP-5 사거리 (바이코누르)에서 수행되었다. 총 7회의 발사 (6회 성공, 1회 부분 성공)가 진행되었으며, 시스템은 1985년 1월에 서비스에 들어갔다. 15B99 탄두의 무게는 1412 kg이다.

### 자율 지휘 통제 시스템
이것은 전체 시스템에서 가장 대중에게 알려지지 않은 구성 요소이며, 그 존재에 대한 신뢰할 수 있는 정보는 없다. 이 시스템이 다양한 통신 시스템과 군사 상황을 모니터링하는 센서로 완전히 갖춰져 있다는 추측이 존재한다. 이 시스템은 군사 주파수 통신 강도를 추적하고, 지휘소에서 원격 측정 신호를 수신하며, 표면 및 주변의 방사능 수준을 측정할 수 있다고 여정된다. 이는 단기적인 지진 교란 감지와 결합되어 다탄두 핵 공격으로 추정된다. 이 시스템은 지휘소에 아직 살아있는 사람들을 추적할 수도 있다. 상관 시스템은 이러한 요소를 분석한 후 미사일 발사에 대한 최종 조치를 취할 수 있다.
또 다른 가설은 데드맨 스위치가 활용된다는 것이다. 미사일 발사에 대한 정보를 받은 최고 사령관은 시스템을 활성화하며, 이 시스템이 전투 알고리즘을 중단하라는 신호를 감지하지 못하면 자동으로 지휘 미사일을 발사한다.
와이어드와의 비공식 인터뷰에서 개발자 중 한 명인 발레리 야리니치는 페리메트르 알고리즘에 대해 다음 정보를 공개했다.
이 시스템은 위기 시 고위 관리에 의해 켜질 때까지 반휴면 상태로 유지되도록 설계되었다. 그런 다음 핵 폭발의 징후를 감지하기 위해 지진, 방사능, 기압 센서 네트워크를 모니터링하기 시작했다. 보복 공격을 시작하기 전에 시스템은 네 가지 if/then 명제를 확인해야 했다. 만약 시스템이 켜졌다면, 핵무기가 소련 땅을 강타했는지 여부를 확인하려고 시도했다. 만약 그랬다고 판단되면, 시스템은 소련 총참모부의 전쟁실과의 통신 연결이 남아있는지 확인했다. 만약 남아있고, 추가 공격 징후 없이 일정 시간(15분에서 1시간 사이로 추정)이 지났다면, 시스템은 관리들이 반격을 명령할 수 있도록 살아있다고 가정하고 종료되었다. 그러나 총참모부와의 연결이 끊어지면, 페리미터는 종말이 왔다고 추론했다. 그러면 즉시 발사 권한을 보호된 벙커 깊숙한 곳에서 시스템을 조작하던 사람에게 이전하여, 일반적인 지휘 계층을 모두 건너뛰게 된다.

이 시스템의 지휘소는 북부 우랄 산맥의 코스빈스키 카멘 산 아래 벙커에 있다고 주장되어 왔다.

## 작동
1967년 소련은 본부에서 미사일 부대로 30개의 미리 만들어진 명령을 생성하는 데 사용할 수 있는 신호라는 시스템을 처음으로 만들려고 시도했다. 시스템이 아직 완전히 자동화되지는 않았지만, 그들의 의도는 다르지 않았다.
1990년대 초, 소련군 및 소련 공산당 중앙위원회의 여러 전 고위 인사들이 미국 방위산업체인 BDM과의 일련의 인터뷰에서 데드 핸드의 존재를 인정했으며, 그 배치에 관해 다소 모순된 진술을 했다.
1992년, 전 전략 로켓군 참모차장이었던 바르폴로메이 코로부신 대령은 러시아가 위기 상황에서만 활성화되는 시스템을 가지고 있었으며, 이 시스템은 빛, 방사능 및 과압의 조합에 의해 트리거되어 모든 핵 지휘 센터와 모든 지도부가 파괴되더라도 자동으로 모든 미사일을 발사할 것이라고 말했다.
1984년부터 1990년까지 총참모장 교리 및 전략 보좌관이었던 안드리안 다니레비치 대령은 1992년 데드 핸드가 고려되었지만 소련은 자동 트리거 시스템이 너무 위험하다고 간주했다고 진술했다. 또한, 효율적인 조기 경보 시스템과 미사일 준비 태세 증가로 인해 그러한 시스템은 불필요해져서 아이디어가 거부되었다고 말했다.
1993년, 1967년부터 1985년까지 공산당 중앙위원회 국방산업부 의장 선임 고문이었으며 전략 무기 및 국방 정책, 군축 협상 및 군사 교리 담당자였던 비탈리 카타예프는 1980년대 초까지 데드 핸드가 "확실히 작동했다"고 확인했다. 카타예프에 따르면, 그것은 완전히 자동화되지는 않았지만 위협적인 위기 상황에서 수동으로 활성화되도록 의도되었다. 빛, 지진 충격, 방사능 또는 대기 밀도에 민감한 수많은 센서에 의해 트리거될 예정이었다.
카타예프와 코로부신은 모두 이 메커니즘이 이미 배치되었다고 주장했지만, 1976년부터 1992년까지 중앙 기계 제작 과학 연구소의 부국장이었던 빅토르 수리코프는 1993년 소련이 지진, 빛, 방사선 센서를 갖춘 자동 발사 시스템을 설계했지만, 이 설계는 결국 세르게이 아흐로메예프 원수의 코로부신의 조언에 따라 거부되었고 실현되지 않았다고 확인했다.

데드 핸드의 자동화 정도에 대해서는 설명이 다르다. 1993년 뉴욕 타임스는 브루킹스 연구소의 선임 연구원인 브루스 G. 블레어와 대화했다.
블레어 박사가 오늘날 묘사하는 데드 핸드 시스템은 이 방어적 경향을 논리적이고 오싹한 결론으로 이끈다. 이론적으로 자동화된 이 시스템은 최고 군 지휘관이 사망하고 수도가 불타버려도 모스크바가 서방의 공격에 대응할 수 있도록 할 것이다.
이 시스템의 핵심은 모스크바 남쪽의 깊은 지하 벙커와 백업 위치에 있다고 알려져 있다. 위기 상황에서 군 관리들은 벙커에 암호화된 메시지를 보내 데드 핸드를 켤 것이다. 근처 지상 센서가 모스크바에 대한 핵 공격을 감지하고, 최고 군 지휘관과의 통신 연결이 끊어진 것이 감지되면, 시스템은 지하 안테나를 통해 특수 로켓에 저주파 신호를 보낼 것이다.
미사일 발사 기지와 다른 군사 시설 위를 높이 날아다니는 이 로켓들은 차례로 미사일, 폭격기, 그리고 무선 중계를 통해 바다의 잠수함에 공격 명령을 방송할 것이다. 일부 서방의 믿음과는 달리, 블레어 박사는 러시아의 지하 사일로와 이동식 발사대에 있는 많은 핵무기 미사일이 자동으로 발사될 수 있다고 말한다.

그러나 최근 자료들은 이 시스템이 반자동이라고 시사한다. 2007년 기사에서 론 로젠바움은 블레어의 말을 인용하여 데드 핸드가 "참수 공격에 대한 반자동 보복을 보장하도록 설계되었다"고 말한다. 로젠바움은 "물론 '반자동' 마지막 날 기계와 완전히 자동화된(인간의 통제를 벗어난) 마지막 날 기계 사이에는 엄청난 차이가 있다"고 썼다.
핵 연구원 파벨 포드비그는 또한 이 시스템이 미사일 발사를 위한 최후의 안전 조치로 추가적인 인간 입력을 필요로 한다고(그리고 필요로 했다고) 진술한다.
데이비드 E. 호프만은 데드 핸드의 반자동적 성격에 대해 다음과 같이 썼다.
그리고 그들[소련인]은 리더가 그저 버튼을 누르면 "나는 이것을 다른 사람에게 위임한다. 미사일이 오고 있는지 아닌지는 모르겠다. 다른 사람이 결정하게 하라"고 말할 수 있는 대체 시스템을 만들어 리더를 도울 수 있다고 생각했다.
만약 그렇다면, 그[소련 리더]는 지구본 모양의 깊은 지하 벙커로 신호를 보내는 시스템을 켤 것이다. 그곳에는 세 명의 당직 장교가 앉아 있었다. 만약 실제 미사일이 날아와 크렘린이 타격을 입고 그들이 두려워했던 소련 지도부가 전멸된다면, 그 깊은 지하 벙커에 있던 세 사람은 매우 작은 지휘 로켓을 발사할지 여부를 결정해야 할 것이다. 그 로켓은 이륙하여 소련의 광대한 영토를 가로질러 날아가 남아있는 모든 미사일을 발사할 것이다.
소련은 한때 완전 자동 시스템을 만드는 것을 고려했다. 일종의 기계, 즉 인간의 개입 없이도 발사될 마지막 날 기계 말이다. 그들이 그 설계도를 그리고 그것을 보았을 때, 그들은 "이건 정말 미친 짓이야"라고 생각했다.

## 현재 사용
2011년, 러시아 전략 미사일군의 사령관 세르게이 카라카예프 상급대장은 콤소몰스카야 프라우다와의 인터뷰에서 페리메트르 평가 및 통신 시스템의 작동 상태를 확인했다.
2018년, 러시아 전략 미사일군 전 참모총장이었던 빅토르 예신 대령은 미국이 중거리 핵전력 조약에서 탈퇴함에 따라 페리메트르 시스템이 비효율적이 될 수 있다고 언급했다.
2025년 8월 1일 드미트리 메드베데프 전 러시아 대통령가 SNS에서 데드 핸드를 언급하자 도널드 트럼프도 SNS에 핵잠수함 2척의 적절한 이동 배치를 지시했다고 말했다.

## 같이 보기
- 마지막 날 기계
- 데드맨 스위치
- 닥터 스트레인지러브
- 허먼 칸
- 상호확증파괴
- UVB-76
- 스페이스 카우보이
- 치명적 자율 무기